# Elecciones generales de Quebec de 1989
Las elecciones generales quebequesas de 1989 se celebraron el 25 de septiembre de 1989 con el fin de elegir a los diputados de la trigésima cuarta legislatura de la Asamblea Nacional de Quebec. Se trató de la trigésima cuarta elección general en la provincia desde la creación de la confederación canadiense en 1867. El Partido Liberal de Quebec, dirigido por el primer ministro Robert Bourassa y en el poder desde 1985, ganó las elecciones y formó un segundo gobierno mayoritario. El Partido Quebequés de Jacques Parizeau formó la oposición oficial.

## Contexto de las elecciones
El 23 de junio de 1987, la Asamblea Nacional adoptó el texto del Acuerdo del Lago Meech y se pronunció a favor de la adhesión de Quebec a la constitución canadiense. No obstante, el acuerdo no fue ratificado por el conjunto de las legislaturas provinciales como era necesario y quedó en letra muerta.
El jefe de la oposición y presidente del Partido Quebequés, Pierre-Marc Johnson, dimitió el 10 de noviembre de 1987 y Guy Chevrette lo reemplazó como jefe de la oposición. El 18 de marzo de 1988, Jacques Parizeau fue elegido presidente del Partido quebequés. No buscó sin embargo ser elegido a la Asamblea Nacional antes de las elecciones de 1989.
Esta elección marcó la llegada del Parti Égalité (en español Partido Igualdad) en la escena política quebequesa. El partido había sido formado con el fin de militar a favor de los derechos de la minoría anglófona de Quebec. Gracias a una fuerte concentración de anglófonos en algunas circunscripciones de la isla de Montreal, así como un fuerte descontento de la población anglófona hacia el Partido Liberal, su partido tradicional, el Partido Igualdad pudo elegir cuatro diputados durante esta elección. Sin embargo, no obtendría ningún éxito más durante las elecciones siguientes.

## Desarrollo de la campaña

### Apoyos de la prensa
Al igual que en 1981 y 1985, La Prensa apoyó al Partido Liberal en un editorial del 23 de septiembre de 1989 de su director y editor Roger D. Landry. En este editorial, subrayó la fuerza del equipo liberal y los éxitos del gobierno en cuanto a la economía y la estabilidad política, en particular durante sus tres primeros años de mandato. Estimó entonces que el ejecutivo merecía un nuevo mandato a pesar de las controversias suscitadas por el debate lingüístico y el incendio de un almacén de BPC en Saint-Basile-le-Grand.

## Sondeos
Véase Liste de sondages sur les élections générales québécoises de 1985.
El Partido Liberal de Quebec entró en campaña con una ventaja significativa sobre sus adversarios. El PLQ perdió no obstante una parte del voto anglófono que se trasladó al Partido Igualdad durante la campaña electoral. El Partido Quebequés entró en la batalla relativamente debilitado pero consolidó su posición durante la campaña. El espaldarazo al NPD Quebec se hundió con respecto al verano de 1989.

## Resultados

### Resultados por partido político
|  | 50.0 % |

|  | 40.2 % |

|  | 3,7 % |

|  | 0.9 % |

|  | 6.2 % |

|  | 97.37 % |

|  | 2.63 % |

|  | 100.00 % |

|  | 74.96 % |

### Resultados circunscripciones
| Abitibi-Est : Raymond Savoie (PLQ) Abitibi-Ouest : François Gendron (PQ) Acadie : Yvan Bordeleau (PLQ) Anjou : René Serge Larouche (PLQ) Argenteuil : Claude Ryan (PLQ) Arthabaska : Jacques Baril (PQ) Beauce-Nord : Jean Audet (PLQ) Beauce-Sud : Robert Dutil (PLQ) Beauharnois-Huntingdon : André Chenail (PLQ) Bellechasse : Louise Bégin (PLQ) Berthier : Albert Houde (PLQ) Bertrand : François Beaulne (PQ) Bonaventure : Gérard D. Levesque (PLQ) Bourassa : Louise Robic (PLQ) Bourget : Huguette Boucher-Bacon (PLQ) Brôme-Missisquoi : Pierre Paradis (PLQ) Chambly : Lucienne Robillard (PLQ) Champlain : Pierre A. Brouillette (PLQ) Chapleau : John Kehoe (PLQ) Charlesbourg : Marc-Yvan Côté (PLQ) Charlevoix : Daniel Bradet (PLQ) Châteauguay : Pierrette Cardinal (PLQ) Chauveau : Rémy Poulin (PLQ) Chicoutimi : Jeanne Blackburn (PQ) Chomedey : Lise Bacon (PLQ) Chutes-de-la-Chaudière : Denise Carrier-Perreault (PQ) Crémazie : André Vallerand (PLQ) D'Arcy-McGee : Robert Libman (Parti égalité) Deux-Montagnes : Jean-Guy Bergeron (PLQ) Dorion : Violette Trépanier (PLQ) Drummond : Jean-Guy Saint-Roch (PLQ) Dubuc : Gérard Morin (PQ) Duplessis : Denis Perron (PQ) Fabre : Jean Joly (PLQ) Frontenac : Roger Lefebvre (PLQ) Gaspé : André Beaudin (PLQ) Gatineau : Réjean Lafrenière (PLQ) Gouin : André Boisclair (PQ) Groulx : Madeleine Bleau (PLQ) Hochelaga-Maisonneuve : Louise Harel (PQ) Hull : Robert Lesage (PLQ) | Iberville : Yvon Lafrance (PLQ) Îles-de-la-Madeleine : Georges Farrah (PLQ) Jacques-Cartier : Neil Cameron (Parti égalité) Jean-Talon : Gil Rémillard (PLQ) Jeanne-Mance : Michel Bissonnet (PLQ) Johnson : Carmen Juneau (PQ) Joliette : Guy Chevrette (PQ) Jonquière : Francis Dufour (PQ) Kamouraska-Témiscouata : France Dionne (PLQ) Labelle : Jacques Léonard (PQ) Lac-Saint-Jean : Jacques Brassard (PQ) LaFontaine : Jean-Claude Gobé (PLQ) La Peltrie : Lawrence Cannon (PLQ) La Pinière : Jean-Pierre Saintonge (PLQ) La porte : André Bourbeau (PLQ) La Prairie : Denis Lazure (PQ) L'Assomption : Jacques Parizeau (PQ) Laurier : Christos Sirros (PLQ) Laval-des-Rapides : Guy Bélanger (PLQ) Laviolette : Jean-Pierre Jolivet (PQ) Lévis : Jean Garon (PQ) Limoilou : Michel Després (PLQ) Lotbinière : Lewis Camden (PLQ) Louis-Hébert : Réjean Doyon (PLQ) Marguerite-Bourgeoys : Liza Frulla (PLQ) Marie-Victorin : Cécile Vermette (PQ) Marquette : Claude Dauphin (PLQ) Maskinongé : Yvon Picotte (PLQ) Masson : Yves Blais (PQ) Matane : Claire-Hélène Hovington (PLQ) Matapédia : Henri Paradis (PLQ) Mégantic-Compton : Madeleine Bélanger (PLQ) Mercier : Gérald Godin (PQ) Mille-Îles : Jean-Pierre Bélisle (PLQ) Montmagny-L'Islet : Réal Gauvin (PLQ) Montmorency : Yves Séguin (PLQ) Mont-Royal : John Ciaccia (PLQ) Nelligan : Russell Williams (PLQ) Nicolet-Yamaska : Maurice Richard (PLQ) Notre-Dame-de-Grâce : Gordon Atkinson (Parti égalité) Orford : Robert Benoît (PLQ) Outremont : Gérald Tremblay (PLQ) | Papineau : Norman MacMillan (PLQ) Pointe-aux-Trembles : Michel Bourdon (PQ) Pontiac : Robert Middlemiss (PLQ) Portneuf : Michel Pagé (PLQ) Prévost : Paul-André Forget (PLQ) Richelieu : Albert Khelfa (PLQ) Richmond : Yvon Vallières (PLQ) Rimouski : Michel Tremblay (PLQ) Rivière-du-Loup : Albert Côté (PLQ) Robert-Baldwyn : Sam Elkas (PLQ) Roberval : Gaston Blackburn (PLQ) Rosemont : Guy Rivard (PLQ) Rousseau : Robert Thérien (PLQ) Rouyn-Noranda-Témiscamingue : Rémy Trudel (PQ) Saguenay : Ghislain Maltais (PLQ) Sainte-Anne : Normand Cherry (PLQ) Sainte-Marie-Saint-Jacques : André Boulerice (PQ) Saint-François : Monique Gagnon-Tremblay (PLQ) Saint-Henri : Nicole Loiselle (PLQ) Saint-Hyacinthe : Charles Messier Saint-Jean : Michel Charbonneau (PLQ) Saint-Laurent : Robert Bourassa (PLQ) Saint-Maurice : Yvon Lemire (PLQ) Salaberry-Soulanges : Serge Marcil (PLQ) Sauvé : Marcel Parent Shefford : Roger Paré (PQ) Sherbrooke : André J. Hamel (PLQ) Taillon : Pauline Marois (PQ) Taschereau : Jean Leclerc Terrebonne : Jocelyne Caron (PQ) Trois-Rivières : Paul Philibert (PLQ) Ungava : Christian Claveau (PQ) Vachon : Christiane Pelchat (PLQ) Vanier : Jean-Guy Lemieux (PLQ) Vaudreuil : Daniel Johnson (fils) Verchères : Luce Dupuis (PQ) Verdun : Henri-François Gautrin (PLQ) Viau : William Cusano (PLQ) Viger : Cosmo Maciocia (PLQ) Vimont : Benoît Fradet (PLQ) Westmount : Richard Holden (Parti égalité) |